# 潔姬·克魯茲
潔姬·克魯茲（英語：Jackie Cruz，1986年8月8日—），多明尼加裔美國女演員、歌手及前模特兒。她以其在Netflix原創劇集《勁爆女子監獄》（2013年至2019年）中飾演瑪莉索·「夫拉卡」·岡薩雷斯（Marisol "Flaca" Gonzales）而聞名。2020年起在NBC《乖乖女》常駐演出。

## 早期生活
潔姬·克魯茲以賈桂琳·查維茲（Jacqueline Chavez）一名出生於紐約市皇后區，在美國加利福尼亞州洛杉磯和多明尼加共和國聖地牙哥之間成長。她由單身母親撫養長大，她本身講有一口流利的英語和西班牙語。克魯茲在7歲時受《終極保鑣》（1992年）的惠妮·休斯頓啟發而決定成為藝人。她在洛杉磯的亞歷山大·漢密爾頓高中，當時她是該學校音樂學院的成員。
克魯茲16歲那年，搬出了母親的公寓，成了無家可歸的人。17歲時，她是一場車禍的受害者，造成氣胸並陷入昏迷，需要進行腦部手術。她的歌曲〈甜蜜的十六歲〉（Sweet Sixteen）取材自該事件。

## 個人生活
克魯茲是雙性戀。2016年，克魯茲告訴AfterEllen網站：「我喜歡這個人是否是女人－我們不喜歡被貼上標籤。我現在和男人有戀愛關係，但是我過去很喜歡女人。所以我猜想我們不想被貼上標籤，我們並沒有真正談論它，但是這些行動勝於雄辯，是嗎？所以，你看到了它，你這樣活。」
2020年8月，克魯茲與藝術家費爾南多·賈西亞（Fernando Garcia）結婚。

## 音樂作品列表

### 專輯
| 年份 | 標題                 | 附註 |
| ---- | -------------------- | ---- |
| 2010 | 《好萊塢吉普賽》（Hollywood Gypsy） |      |

### 單曲
| 年份 | 標題               | 附註   |
| ---- | ------------------ | ------ |
| 2018 | 〈別誤我時間〉（Don't Waste My Time） | 與合唱 |
| 2019 | 〈梅莉16〉（Melly 16）     |        |
| 2019 | 〈拉霍拉洛卡〉（La Hora Loca） |        |

## 影視作品列表

### 電影
| 年份 | 標題                    | 角色                | 附註       |
| ---- | ----------------------- | ------------------- | ---------- |
| 2016 | 《13步》（13 Steps）            | 伊扎爾（Izar）          |            |
| 2020 | 《像你這樣的好女孩》    | 妮莎·詹寧斯（Nessa Jennings）     |            |
| 2020 | 《從地心竄出7：尖叫島》 | 弗雷迪（Freddie）          | DVD首映    |
| 2020 | 《出窍遇见爱》（Faraway Eyes）      | 蘇珊（Susan）            |            |
| 2021 | 《蘭斯基》              | 達芙妮（Dafne）          |            |
| 2021 | 《我愛我們》            | 露比·艾利斯（Ruby Ellis）     |            |
| 2021 | 《新黎各》（Nuevo Rico）          | 芭比（Barbie）            | 短片；配音 |
| 2021 | 《惡夜性追緝》          | 蘇珊娜（Suzanna）          |            |
| 2022 | 《玩命獵殺》            | 辛西亞·貝尼特斯（Cynthia Benitez） |            |
| 2022 | 《熊蜂》（Bumblebees）            | 賽德（Cyd）            | 短片       |
| 2022 | 《男媽媽》（BOYMOM）          | 媽媽                | 短片       |
| 2023 | 《全世界都在沉睡》      | 托斯特（Toaster）          |            |

### 電視
| 年份      | 標題                                        | 角色                           | 附註                     |
| --------- | ------------------------------------------- | ------------------------------ | ------------------------ |
| 2007      | 《盾牌》                                    | 格雷西拉（Graciela）                   | 單集：〈新人〉（The New Guy）       |
| 2008      | 《我與我為敵》                              | 曼德茲（Mendez）的女友               | 單集：〈里約之路〉（Down Rio Way）   |
| 2009–2010 | 《卡黛珊姊妹邁阿密》                        | 她自己                         | 2集                      |
| 2013–2019 | 《勁爆女子監獄》                            | 瑪莉索·「夫拉卡」·岡薩雷斯（Marisol "Flaca" Gonzales） | 82集                     |
| 2014      | 《記憶神探》                                | 瑪麗亞·托雷斯（Maria Torres）              | 單集：〈真實身份〉（True Identity）   |
| 2016      | 《警察世家》                                | 羅莎·阿爾瓦雷斯（Rosa Alvarez）            | 單集：〈過去的愉悅〉（Blast from the Past） |
| 2020      | 《乖乖女》                                  | 雷亞（Rhea）                       | 3集                      |
| 2024      | 《丈夫、父亲、杀手：艾麗莎·普拉德爾的故事》 | 艾麗莎·普拉德爾（Alyssa Pladl）            | 電視電影                 |

## 外部連結
- 官方网站
- 潔姬·克魯茲在互联网电影资料库（IMDb）上的資料（英文）